# Trypogeus taynguyensis
Trypogeus taynguyensis (лат.) — вид жуков-усачей рода Trypogeus из подсемейства Dorcasominae. Юго-Восточная Азия: Вьетнам (Tây Nguyên).

## Описание
Среднего размера жуки-усачи (длина самок 16,9 мм, ширина в плечах 4,7 мм), желтовато-коричневого цвета. Самки похожи на T. superbus и
T. gressitti, но отличается от обоих полностью светлыми антеннами, с
заметными, но не контрастирующими, антенномерами 9–11 и обычно более светлой общей окраской тела, бёдер и лапок; кроме того, он отличается более короткими усиками и сильно вытянутыми надкрыльями. Вид был впервые описан в 2018 году российским энтомологом Александром Ивановичем Мирошниковым (Сочинский национальный парк, Сочи, Краснодарский край, Россия) по материалам из Вьетнама.